# Zárt ciklusú gázturbina

CCGT sémarajz
C kompresszor és T turbina
w nagy hőfokú hőcserélő
ʍ alacsony hőfokú hőcserélő
~ mechanikai terhelés, pl. generátor

A zárt ciklusú gázturbina (angolul: Closed-cycle gas turbine, röviden: CCGT) egy zárt termodinamikai rendszer részeként működő olyan forgó hőerőgép, mely gázt (pl. levegő, nitrogén, hélium, argon, stb.) használ fel munkaközegként. A hőt külső forrásból biztosítják a turbina számára. Az ilyen körfolyamatba illeszkedő turbinák a Brayton–Joule-ciklus szerint működnek.

## Háttér
A legelső, CCGT-re vonatkozó szabadalmat 1935-ben nyújtották be és legelőször 1939-ben valósították meg üzleti alapon. 1978-ra hét CCGT egység épült Svájcban és Németországban. Az első időkben a CCGT-ket külső égésű, feketekőszénnel, barnakőszénnel, nagyolvasztói hulladékgázzal (BFG) meghajtott motorokban használták, azonban a tisztaégésű üzemanyagokat (pl. tüzelőolaj és földgáz) használó nyílt ciklusú gázturbinák (OCGT) kiszorították őket, különösen a nagyhatásfokú kombinált ciklusú rendszerek. A levegőalapú CCGT rendszerek nagy rendelkezésre állást és megbízhatóságot mutatnak. Mindezidáig a legjelentősebb héliumalapú rendszer az 1975 és 1987 között Németországban üzemelt Oberhausen 2 50MW-os kogenerációs erőmű volt. Európához képest az Amerikai Egyesült Államokban a CCGT technológia csak kevéssé ismert.

## Atomenergetika
A gázhűtéses atomreaktorok héliumalapú CCGT turbinákkal való felszerelését már 1945-ben felvetették. Az 1960-as évek elején az "ML-1" katonai kísérleti atomreaktor nitrogénalapú CCGT turbinával, mintegy 0,9 MPa nyomáson működött. A jövőbeni, negyedik generációs (Gen IV) atomreaktoroknál CCGT turbinákat fognak alkalmazni villamosenergia termelésre, így például a Flibe Energy folyékony sóolvadékos tóriumreaktorában (LFTR) CCGT-t tervez használni.

## Fejlesztés
A CCGT turbinák ígéretesnek látszanak a jövőbeni nagy hőfokú naperőművekben, illetve a fúziós reaktorok villamosenergia termelő berendezéseiként. Használhatónak tűnik továbbá a hosszútávú űrutazás terén is. Szuperkritikus szén-dioxid alapú CCGT turbinákat is fejlesztenek, melynek előnye az alacsonyabb hőmérséklet és az hasonló hatásfok, mint a héliumalapú Brayton–Joule-ciklus esetén (850 °C helyett 550 °C), hátránya pedig a magasabb nyomás (8 MPa helyett 20 MPa). A Sandia National Laboratories célja egy 10 MW villamos teljesítményű szuperkritikus CO2 alapú CCGT demonstrációs projekt megvalósítása 2019-re.

## Fordítás
Ez a szócikk részben vagy egészben  a   Closed-cycle gas turbine című angol Wikipédia-szócikk fordításán alapul.  Az eredeti cikk szerkesztőit annak laptörténete sorolja fel. Ez a jelzés csupán a megfogalmazás eredetét és a szerzői jogokat jelzi, nem szolgál a cikkben szereplő információk forrásmegjelöléseként.